# Гаетан Енглеберт
Гаетан Енглеберт (фр. Gaëtan Englebert, нар. 11 червня 1976, Льєж) — бельгійський футболіст, що грав на позиції півзахисника.
Виступав, зокрема, за клуб «Брюгге», а також національну збірну Бельгії.

## Клубна кар'єра
Енглеберт почав займатись футболом в місцевому футбольному клубі Льєж, провівши майже десять років у молодіжному системі. 1997 року, після одного сезону за першу команду в другому дивізіоні, він перейшов у Сент-Трюйден, де і дебютував у Про Лізі.
Своєю грою за останню команду привернув увагу представників тренерського штабу клубу «Брюгге», до складу якого приєднався 1999 року. Відіграв за команду з Брюгге наступні дев'ять сезонів своєї ігрової кар'єри. Більшість часу, проведеного у складі «Брюгге», був основним гравцем команди. В цілому, він зіграв в 257 матчах і забив 22 голи в Про-Лізі.
У віці 32 років Енглеберт переїхав до Франції, де провів наступні три роки. З 2008 по 2010 рік бельгієць виступав за «Тур» у Лізі 2, після чого 31 серпня 2010 року перейшов в інший клуб другого дивізіону Франції, «Мец», де провів ще один сезон.
У липні 2011 року Гаетан повернувся в Бельгія і приєднався до клубу третього дивізіону «Коксід», а у наступному трансферному вікні він повернувся в «Льєж», де він грав до 2013 року, після чого завершив професійну ігрову кар'єру, але залишився у структурі клубу, ставши спортивним директором.

## Виступи за збірну
28 лютого 2001 року дебютував в офіційних іграх у складі національної збірної Бельгії в матчі кваліфікації на чемпіонат світу 2002 року проти Сан-Марино (10:1).
В підсумку збірна кваліфікувалась до фінальної стадії чемпіонату світу 2002 року в Японії і Південній Кореї. Гаетан був включений в список 23 гравців збірної, але у всіх матчах просидів на лавці запасних.
Всього протягом кар'єри у національній команді, яка тривала 6 років, провів у формі головної команди країни лише 9 матчів.

## Досягнення
- Володар кубка Бельгії (3):

«Брюгге»: 2001-02, 2003-04, 2006-07
- Чемпіон Бельгії (2):

«Брюгге»: 2002-03, 2004-05
- Володар Суперкубка Бельгії (4):

«Брюгге»: 2002, 2003, 2004, 2005